# Make my day (쿠라키 마이의 노래)
〈Make my day〉(메익스 마이 데이)는 일본의 가수 쿠라키 마이의 15번째 CD 싱글로 2002년 12월 4일에 기자 스튜디오에서 발매됐다. 싱글반의 규격품번은 GZCA-7005이다.
노래는 후지 TV계 《감동 팩토리 스포츠!》 이미지송. 싱글반에는 수록되어 있는 것은 음반 《If I Believe》에 수록된 것과는 편곡이 다르게 되어있다. 이 노래만 쿠라키가 발매한 과거 3개의 베스트반에는 수록되어 있지 않다.

## 싱글 수록곡
- 전체 작사: 쿠라키 마이, 전체 작곡: 토쿠나가 아키히토

1. Make my day (3:57)
  - 편곡: 토쿠나가 아키히토
2. I don't wanna lose you (4:06)
  - 편곡: 토쿠나가 아키히토
3. Make my day (M-oZ mix) (4:34)
  - 리믹스: M-oZ
4. Make my day (Instrumental)

## 스태프 크레딧
- 쿠라키 마이 – 코러스
- 토쿠나가 아키히토 – 코러스

## 수록 음반
| 곡명                   | 수록 음반        | 발매일         | 비고                                |
| ---------------------- | ---------------- | -------------- | ----------------------------------- |
| If I Believe           | 《If I Believe》 | 2003년 7월 9일 | 4번째 정규 음반, 2곡 모두 앨범 버전 |
| I don't wanna lose you | 《If I Believe》 | 2003년 7월 9일 | 4번째 정규 음반, 2곡 모두 앨범 버전 |